# Gambit italià
El gambit italià és una obertura d'escacs que es caracteritza pels moviments:
1.e4 e5
2.Cf3 Cc6
3.Ac4 Ac5
4.d4
És jugat sovint com a alternativa a les més tranquil·les i tancades línies del Giuoco Piano o del Giuoco Pianissimo. Les negres poden prendre de peó (4...exd4, una transposició al gambit escocès, i que usualment condueix a l'atac Max Lange); prendre de cavall (4...Cxd4), que és un moviment considerat feble, ja que permet la forta 5.Cxe5, atacant a f7 coordinadament amb el cavall i l'alfil; o d'alfil (4...Axd4), que és la considerada millor.
|  |

## 4...Axd4
Després de 4...Axd4 5.Cxd4 Cxd4, George Koltanowski va impulsar 6.0-0, que transposa a la línia de gambit relacionada 4.0-0 Cf6 5.d4 seguint 6...Cf6, quan 7.f4 i 7.Ag5 són les principals possibilitats per les blanques. De tota manera, 6...d6!? és una alternativa independent per les negres.
Les blanques també es poden desviar amb 6.Ae3, que es va denominar "Variant Miami" per Jude Acers i George Laven, i que probablement és suficient per a una igualtat dinàmica.
L'altra alternativa, 6.f4?! es considera dubtosa a causa de 6...d5.